# الدمن (الشغادرة)

تعديل مصدري - تعديل

الدمن هي إحدى قرى عزلة السوالمة بمديرية الشغادرة التابعة لمحافظة حجة، بلغ تعداد سكانها 30 نسمة حسب تعداد اليمن لعام 2004.